# Metardaris cosinga
Metardaris cosinga är en fjärilsart som beskrevs av William Chapman Hewitson 1874. Metardaris cosinga ingår i släktet Metardaris och familjen tjockhuvuden. Inga underarter finns listade i Catalogue of Life.

## Bildgalleri

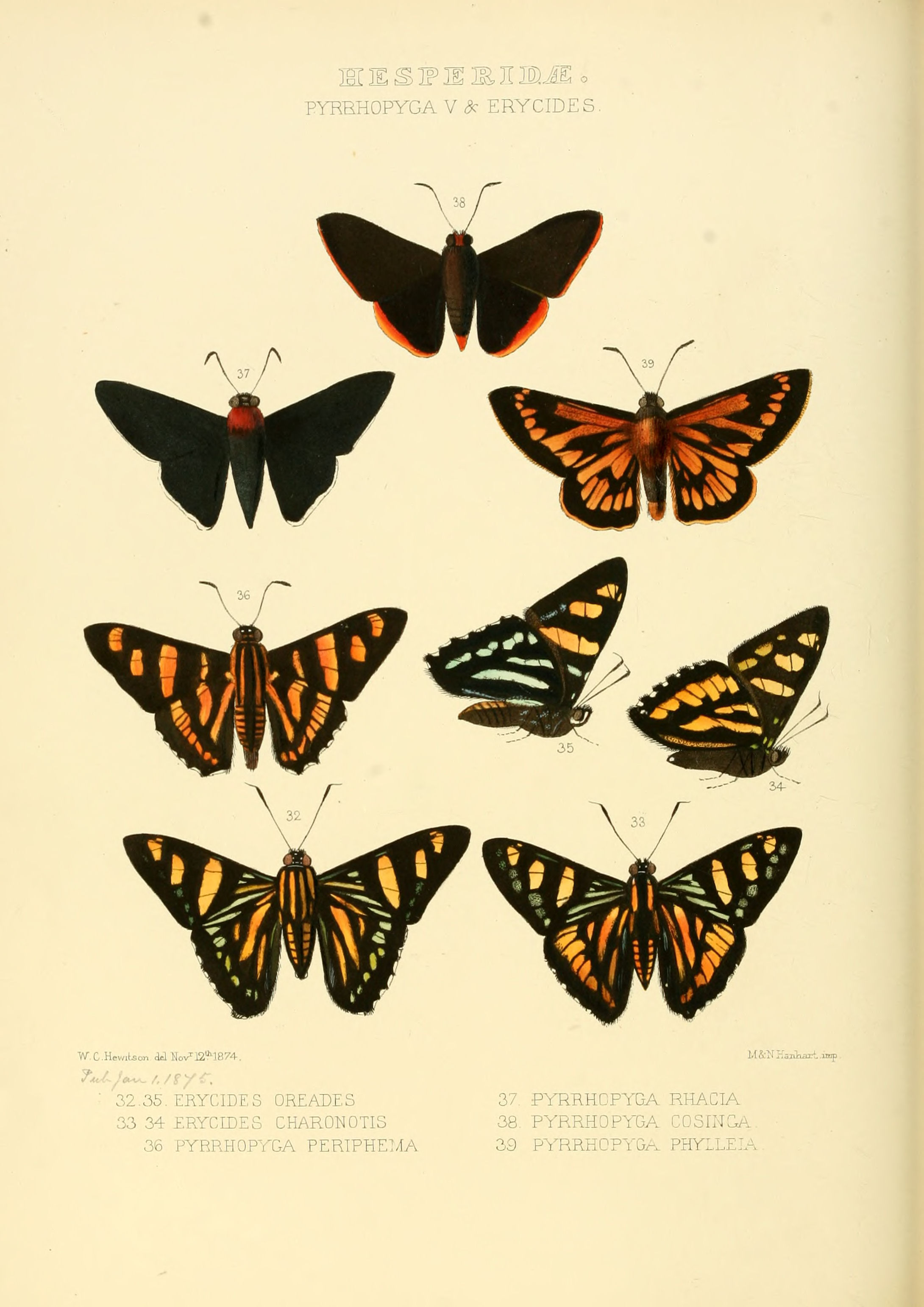